# Ляньхуа (уезд)
Ляньхуа́ (кит. упр. 莲花, пиньинь Liánhuā) — уезд городского округа Пинсян провинции Цзянси (КНР).

## История
Во времена империи Цин в 1743 году на стыке уездов Юнсинь и Аньфу был образован Ляньхуаский комиссариат (莲花厅), подчинённый напрямую властям Цзианьской управы (吉安府). После Синьхайской революции в Китае была проведена реформа структуры административного деления, в ходе которой управы были упразднены, а комиссариаты преобразованы в обычные уезды, поэтому в 1913 году Ляньхуаский комиссариат был преобразован в уезд Ляньхуа.
После образования КНР в 1949 году был создан Специальный район Цзиань (吉安专区), и уезд вошёл в его состав.
В мае 1968 года Специальный район Цзиань был переименован в Округ Цзинганшань (井冈山地区).
В 1979 году Округ Цзинганшань был переименован в Округ Цзиань (吉安地区).
В августе 1992 года уезд Ляньхуа был передан из состава Округа Цзиань в состав городского округа Пинсян.

## Административное деление
Уезд делится на 5 посёлков и 8 волостей.